# Universidad Central (Colombia)
La Universidad Central de Bogotá es una institución de educación superior de carácter privado, cuya sede se encuentra en Bogotá, en el Centro de la ciudad. Ofrece programas de pregrado y posgrado en las áreas de Artes, Comunicación Estratégica y Publicidad, Cuidado y Trabajo Social, Ciencias Empresariales y Jurídicas, e Ingeniería y Ciencias Básicas.
Cuenta con 36 grupos de investigación reconocidos ante Minciencias.
Cuenta con diversas dependencias que promueven la cultura y las artes, como los diversos teatros dispuestos por la Universidad a la comunidad que son patrimonio de la ciudad.
Recibió por parte del Consejo Nacional de Acreditación la Acreditación Institucional de Alta Calidad el día 16 de enero de 2019 por un lapso de cuatro años.

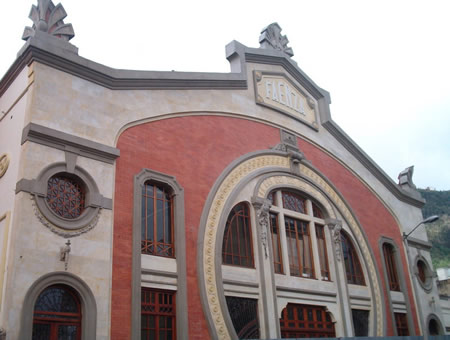
Teatro Faenza.

## Historia
La Universidad Central fue fundada el 30 de junio de 1966 por los siguientes educadores colombianos: Raúl Vásquez Vélez, Rubén Amaya Reyes, Carlos Medellín, Alberto Gómez Moreno, Eduardo Mendoza Varela, Elberto Téllez Camacho, Santiago Clavijo, Nicolas Alarcon, Jorge Enrique Molina y Darío Samper.

## Profesores
La universidad cuenta con 876 profesores de los cuales 312 son de tiempo completo, 52 de medio tiempo y 512 de cátedra. Para el año 2012, 328 profesores tenían título de doctorado, 318 con título de maestría y 230 con título de especialización.

## Programas académicos
La Universidad Central cuenta con  19 programas de pregrado, 9 programas de maestrías 7 de especialización.

### Pregrados

#### Facultad de Ciencias Sociales Humanidades y Artes
- Trabajo Social

- Arte Dramático

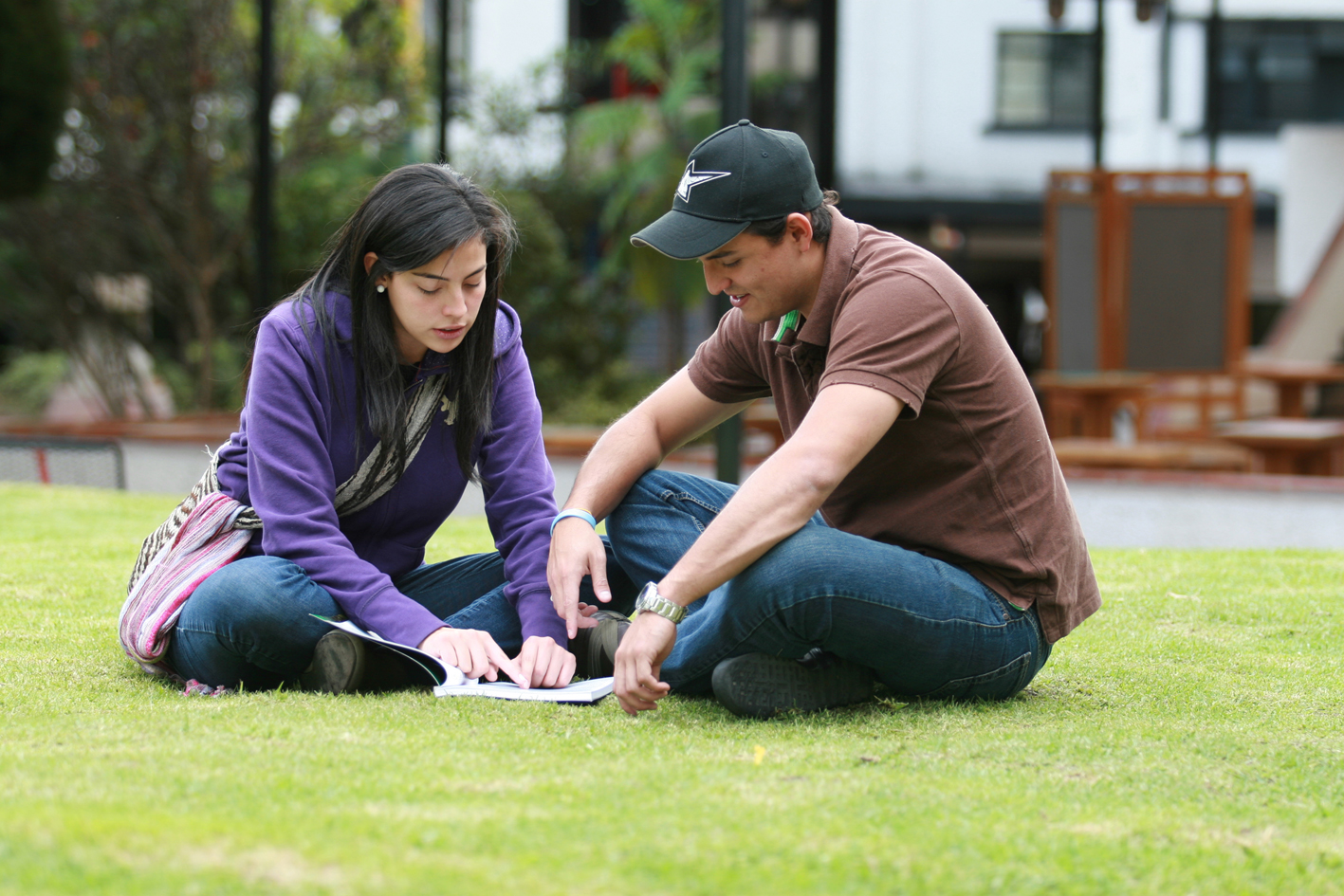
Estudiantes de la Universidad

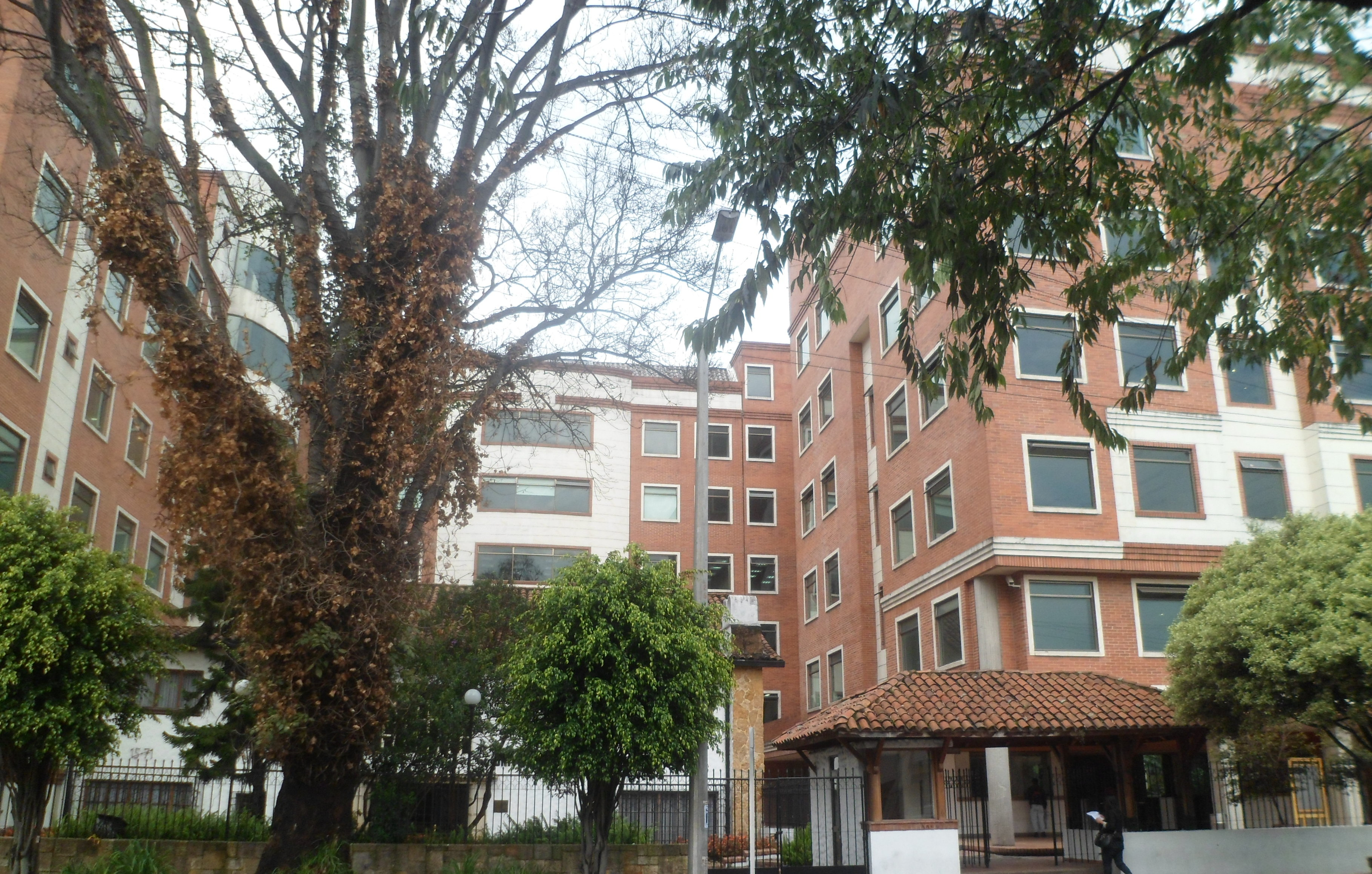
Facultad de periodismo y Publicidad de la Universidad Central

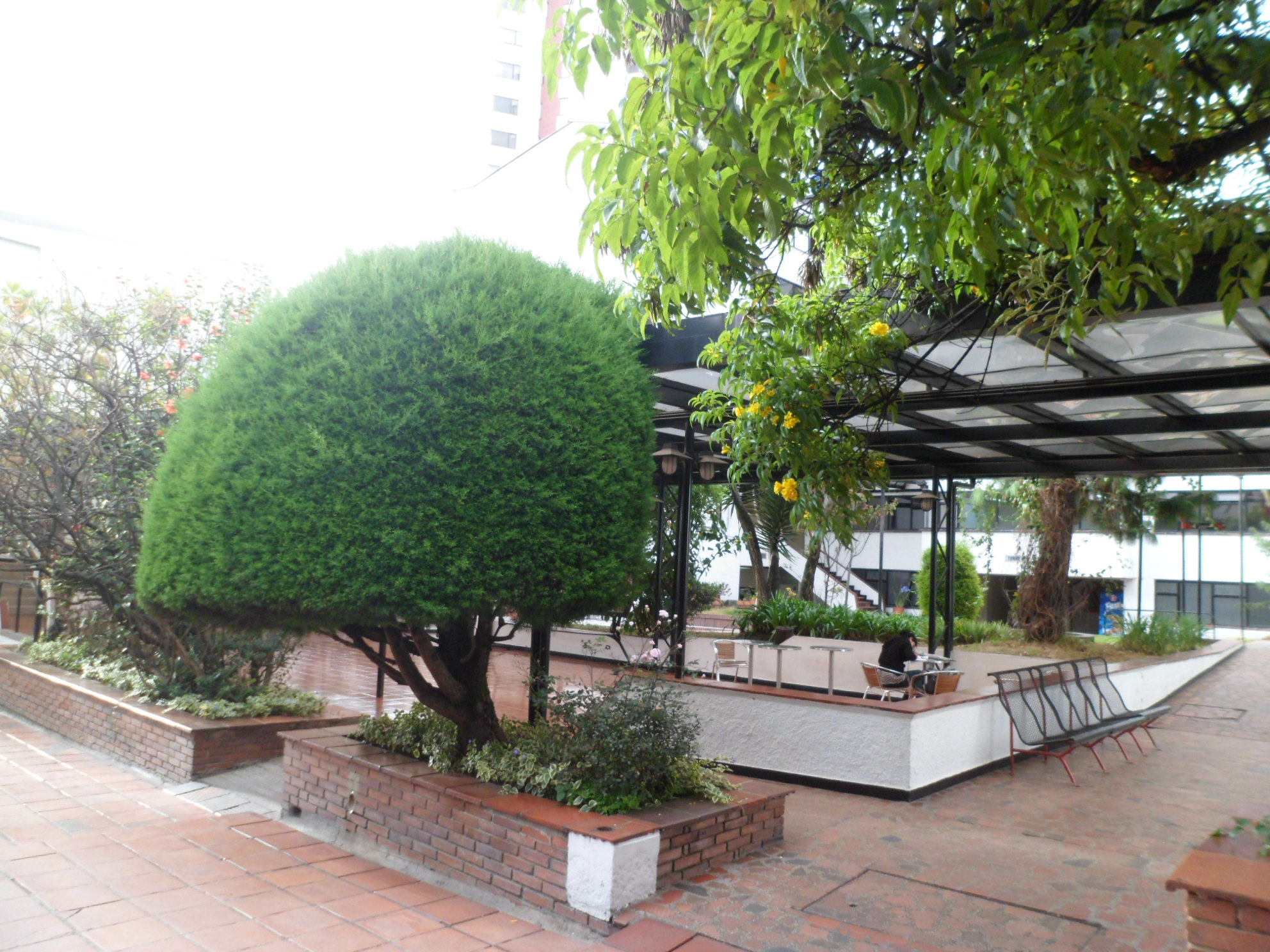
Universidad Central, Sede Centro

- Comunicación Social y Periodismo (acreditación de alta calidad)
- Creación Literaria
- Estudios Musicales (acreditación de alta calidad)
- Publicidad (acreditación de alta calidad)
- Cine
- Derecho

#### Facultad de Ciencias Administrativas, Económicas y Contables
- Administración de Empresas (acreditación de alta calidad)
- Contaduría Pública (acreditación de alta calidad)
- Economía (acreditación de alta calidad)
- Mercadología

#### Facultad de Ingeniería
Cuenta con siete programas académicos de pregrado, a saber:
- Ingeniería Ambiental  (acreditación de alta calidad)
- Ingeniería de Sistemas (acreditación de alta calidad)
- Ingeniería Electrónica (acreditación de alta calidad)
- Ingeniería Industrial  (acreditación de alta calidad)
- Ingeniería Mecánica
- Matemáticas
- Biología

### Posgrado
En cuanto a los programas de posgrado, se ofrecen 9 maestrías y 7 especializaciones.  

#### Maestrías
- Maestría en Analítica de Datos
- Maestría en Bioingeniería y Nanotecnología
- Maestría en Estudios Sociales del Consumo
- Maestría en Investigación en Problemas Sociales Contemporáneos
- Maestría en Intervención en Sistemas Humanos
- Maestría en Gestión de Organizaciones
- Maestría en Estudios Musicales
- Maestría en Creación Literaria
- Maestría en Modelado y Simulación
- Maestría en Tributación.
- Maestría en Economía Aplicada al Desarrollo

#### Especializaciones
- Especialización en Creación Narrativa
- Especialización en Auditoría y Control
- Especialización en Revisoría Fiscal
- Especialización en Ciencias Tributarias
- Especialización en Geografía y Gestión Ambiental de Territorio
- Especialización en Gerencia Estratégica de Costos

## Símbolos

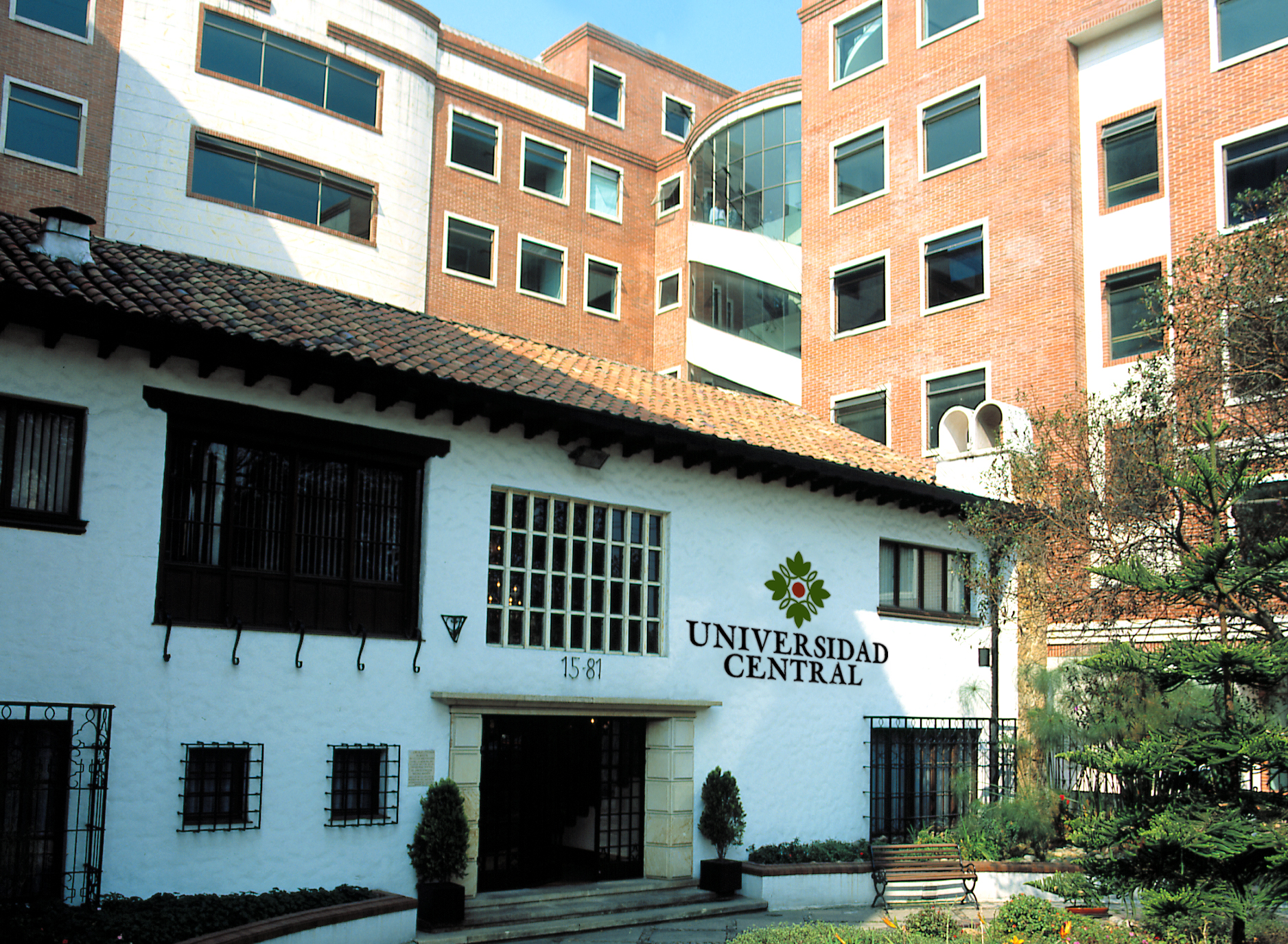
Universidad Central.

### Imagen gráfica
La imagen gráfica de la Universidad fue construida tomando como base la hoja del curubo (Passiflora tripartita mollissima), enredadera de la familia de las Passifloraceae, que es endógena de las zonas tropicales y templadas de la América meridional.
Por su condición de planta autóctona fuertemente ligada a la cultura, a la medicina tradicional y a la alimentación de las comunidades aborígenes de la América precolombina, la universidad trata de comunicar, a través del curubo, los rasgos y el deseo de construir un saber pertinente a partir de la realidad colombiana.
Las cuatro hojas de curubo simbolizan las cuatro funciones principales de esta Universidad: docencia, investigación, extensión y preservación del patrimonio natural y cultural. A su vez, la orientación de las hojas (cada una de las cuales apunta hacia uno de los rumbos principales de la rosa de los vientos) expresa las ideas de universalidad, diversidad y pluralidad, que son principios fundacionales de una institución que profesa la libre cátedra. Alrededor del círculo vinotinto, las hojas se enlazan para sugerir el sentido de tolerancia y respeto por las ideas ajenas, que debe reinar en la academia.

### Himno
El himno es otro de los símbolos que expresan los valores institucionales que distinguen a la Universidad Central. Fue compuesto por Pedro Medina Avendaño, quien también es autor de los himnos de Bogotá y del departamento de Boyacá, entre otros.
El himno se interpreta al comienzo de los actos universitarios solemnes (por ejemplo, la posesión del Rector, la ceremonia de bienvenida a los estudiantes al iniciar el semestre, el acto de entrega de las distinciones por servicios meritorios al personal académico y administrativo, y las ceremonias de graduación). El himno también debe ser interpretado al comienzo de los actos universitarios institucionales, como ceremonias de entrega de becas y otros estímulos académicos a los estudiantes, inauguración de edificios, auditorios, oficinas y otros espacios arquitectónicos, ceremonias de firma de convenios, entre otros.

## Centros de investigación
- El Centro de Investigaciones y Estudios Especiales (CIES) tiene la misión de apoyar el desarrollo de proyectos y demás actividades de investigación de la Facultad de Ciencias Administrativas Económicas y Contables (FCAEC), a través de la gestión académica, el apoyo a los grupos de investigación, el impulso a las relaciones interinstitucionales, la socialización de los resultados y la organización de programas de posgrado. Fue creado por la Resolución 001 de Facultad del 23 de octubre de 2006. Inició sus labores a partir del 15 de febrero de 2007.

- El CIFI es una unidad de gestión y apoyo de la investigación y de la innovación dentro de la Facultad. Para cumplir con su misión tiene definidas las siguientes áreas de apoyo o soporte: prospectiva e información, internacionalización, emprendimiento, extensión, administrativa y gestión, propiedad industrial e intelectual. Las acciones permanentes a desarrollar desde el CIFI son: gestión de proyectos, cultura de innovación, cultura internacional, emprendimiento, apoyo a la gestión de grupos de investigación.

- El Iesco es una unidad académica adscrita a la Facultad de Ciencias Sociales, Humanidades y Arte, cuyas funciones primordiales están ligadas a la investigación en problemas y debates de las ciencias sociales y a la formación en estas áreas, en niveles de posgrado y pregrado.

## Infraestructura

### Sedes
La Universidad Central de Bogotá cuenta con dos sedes ubicadas en la ciudad de Bogotá

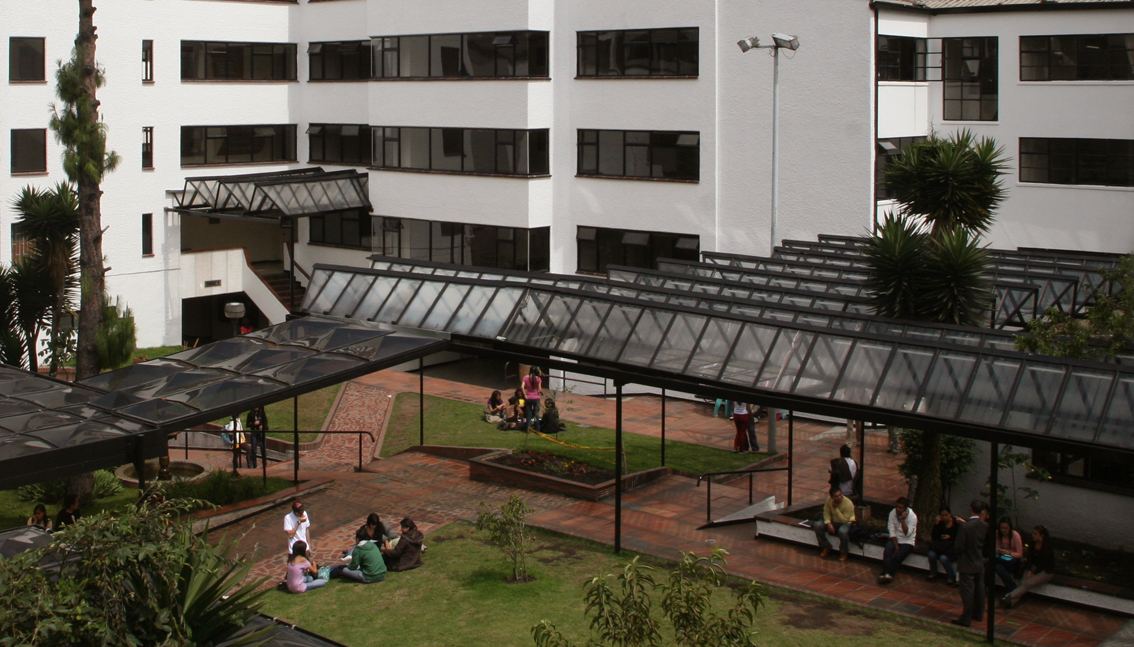
Antiguo edificio de Contaduría

#### Sede Centro
En esta sede funciona la rectoría, las Vicerrectoras, la mayor parte de las carreras de la Facultad de Ciencias Administrativas, Económicas y Contables, la Facultad de Ingeniería y algunos programas de la Facultad de Ciencias Sociales Humanidades y Arte.

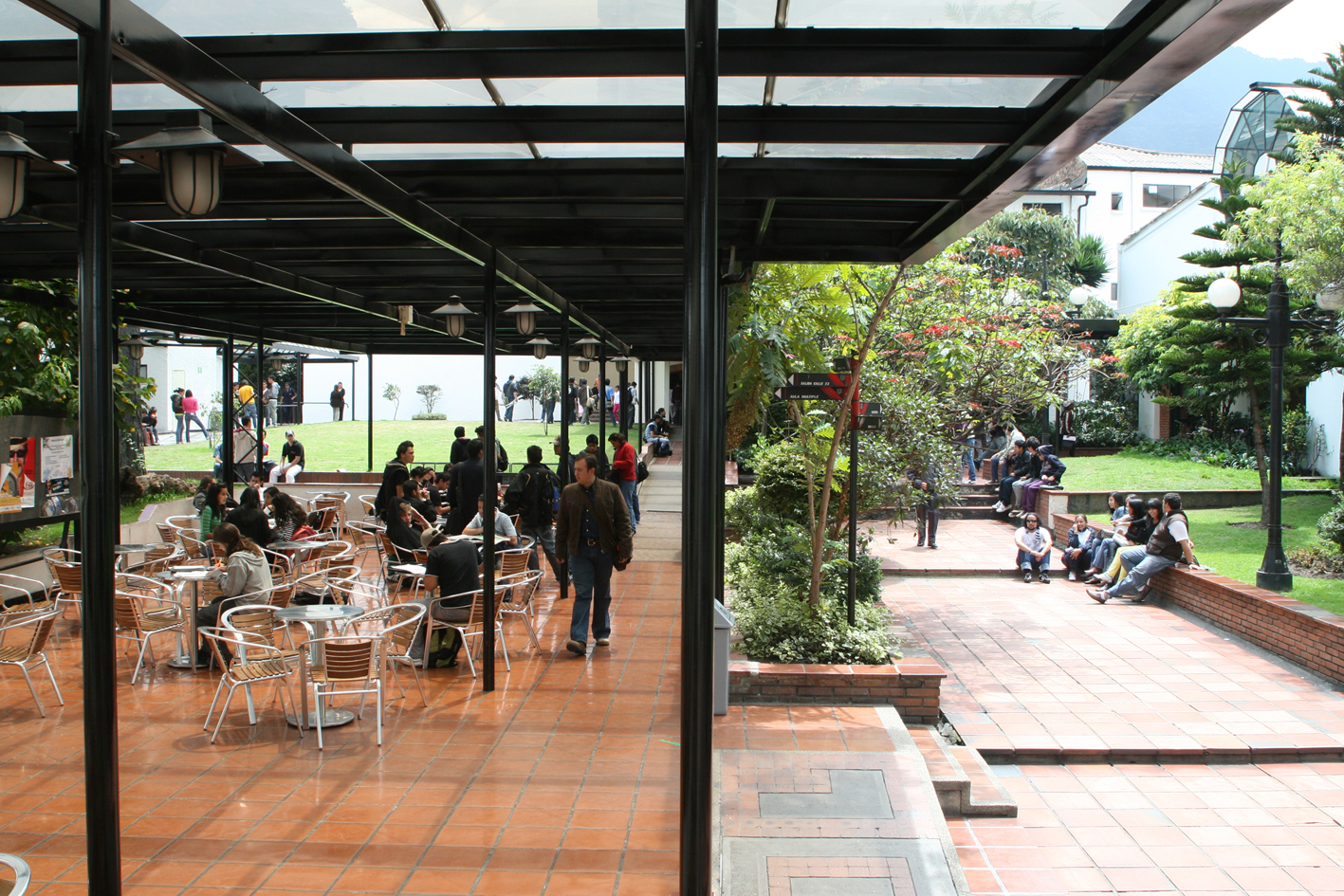
Malecón

En la sede centro la universidad cuenta con 125,000 m² de área construida.

#### Sede Norte
También en Bogotá pero en la zona norte, donde desarrollan actividades la mayoría de las carreras adscritas a la facultad de Ciencias Sociales Humanidades y Arte, compuestas por  periodismo y publicidad. Allí también tiene su sede la carrera de Mercadología.
En la sede norte la universidad cuenta con 24600 m² de área construida.
En el año 2011 se incorporó el pregrado de Cine y televisión dirigida por el director de cine colombiano Lisandro Duque Naranjo.
En otro edificio tienen lugar los programas de posgrado y el Instituto de Estudios Sociales Contemporáneos (IESCO). Este último es una unidad académica adscrita a la Facultad de Ciencias Sociales, Humanidades y Arte, cuyas funciones primordiales están ligadas a la investigación en problemas y debates de las ciencias sociales y a la formación en estas áreas, en niveles de posgrado y pregrado.

### Teatros

#### Teatro México
El Teatro México cuenta con dos auditorios: Jorge Enrique Molina y Fundadores; fueron construidos por la productora Pelmex a finales de la década de 1950, en la llamada época de oro del cine mexicano. En el año 1994, la Universidad Central lo adquirió con el fin de concentrar y realizar en él actividades académicas y culturales, es allí donde se gradúan mayoritariamente los estudiantes.

#### Teatro Bogotá
El Teatro Bogotá fue construido en 1969 por la firma Cuéllar, Serrano, Gómez y se convirtió en sala de cine a partir de 1972. La Universidad Central lo adquirió en 2007 y adelantó el proceso de restauración. Dispone de una capacidad de 707 sillas, un escenario de 9 x 17 m. y una iluminación general dimerizada y con proyección para iluminación artística.

#### Teatro Faenza
El Teatro Faenza, inaugurado en abril de 1924, es una muestra arquitectónica del art nouveau. En 1975 fue declarado bien de interés cultural de carácter nacional. La Universidad Central adquirió este edificio en 2004 para restaurarlo y recuperarlo.

## Doctores enhonoris causa
- Juan Manuel Santos Calderón
- J. M. Coetzee
- Rafael Santos Calderón
- Manuel Elkin Patarroyo
- José María Figueres Olsen
- Otto Morales Benítez
- Leopoldo Zea Aguilar
- Humberto de la Calle
- Nicolás Guillén
- Juan Gustavo Cobo Borda
- Valeriano Lanchas